# BMW・K75
BMW・K75は、1985年から1996年まで生産されたBMW社製のオートバイである。1983年から販売されたK100の4気筒エンジンから1気筒削減して3気筒とし、排気量も3/4の740ccにしたオートバイ。

## 車両解説
- 水冷縦置き3気筒エンジン
- ボッシュLジェトロニックによる電子制御燃料噴射方式
- アルミ燃料タンク
- オールステンレス・マフラー
- 触媒による排ガス浄化装置（オプション）
- リアホイール片側支持によるシャフトドライブ
- 乾式単板クラッチ

それまで、空冷水平対向2気筒のRシリーズ一本槍できたBMWにとって、新企画のK100につづく水冷縦置きエンジンのKシリーズ第2弾。Kシリーズは、今日も販売されているが、K75の販売終了以降、BMWは3気筒エンジン車を販売することはなかった。

## モデル一覧
- K75C: ビキニフェアリングをつけたモデル。
- K75S: 角型ヘッドライトとボディ固定のハーフフェアリングをつけたモデル。より前傾のポジション。
- K75: ネーキッドモデル。1988年にドイツ軍でも採用（2004年に全て退役）
- K75RT: ツーリングモデル。大型のフェアリングと、ツーリング向きのポジション。

## 画像

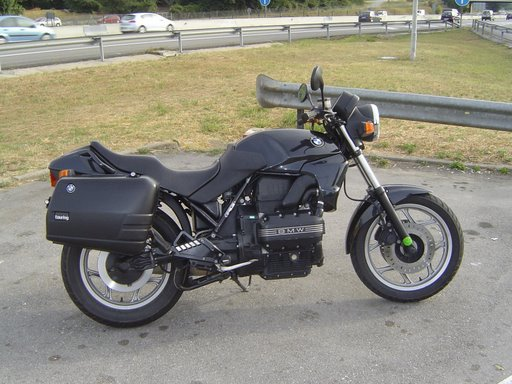
K75
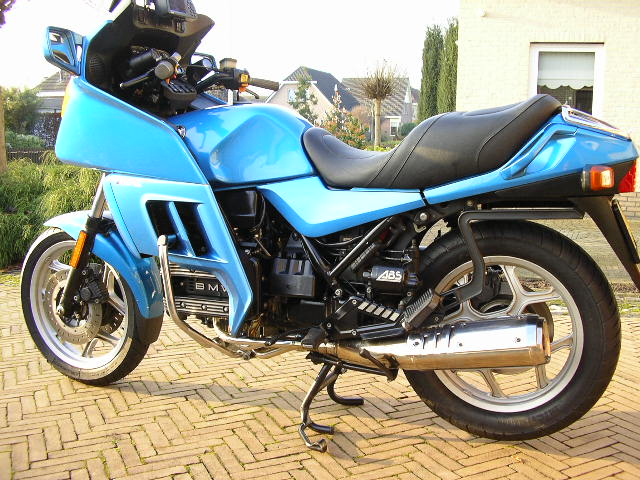
K75RT
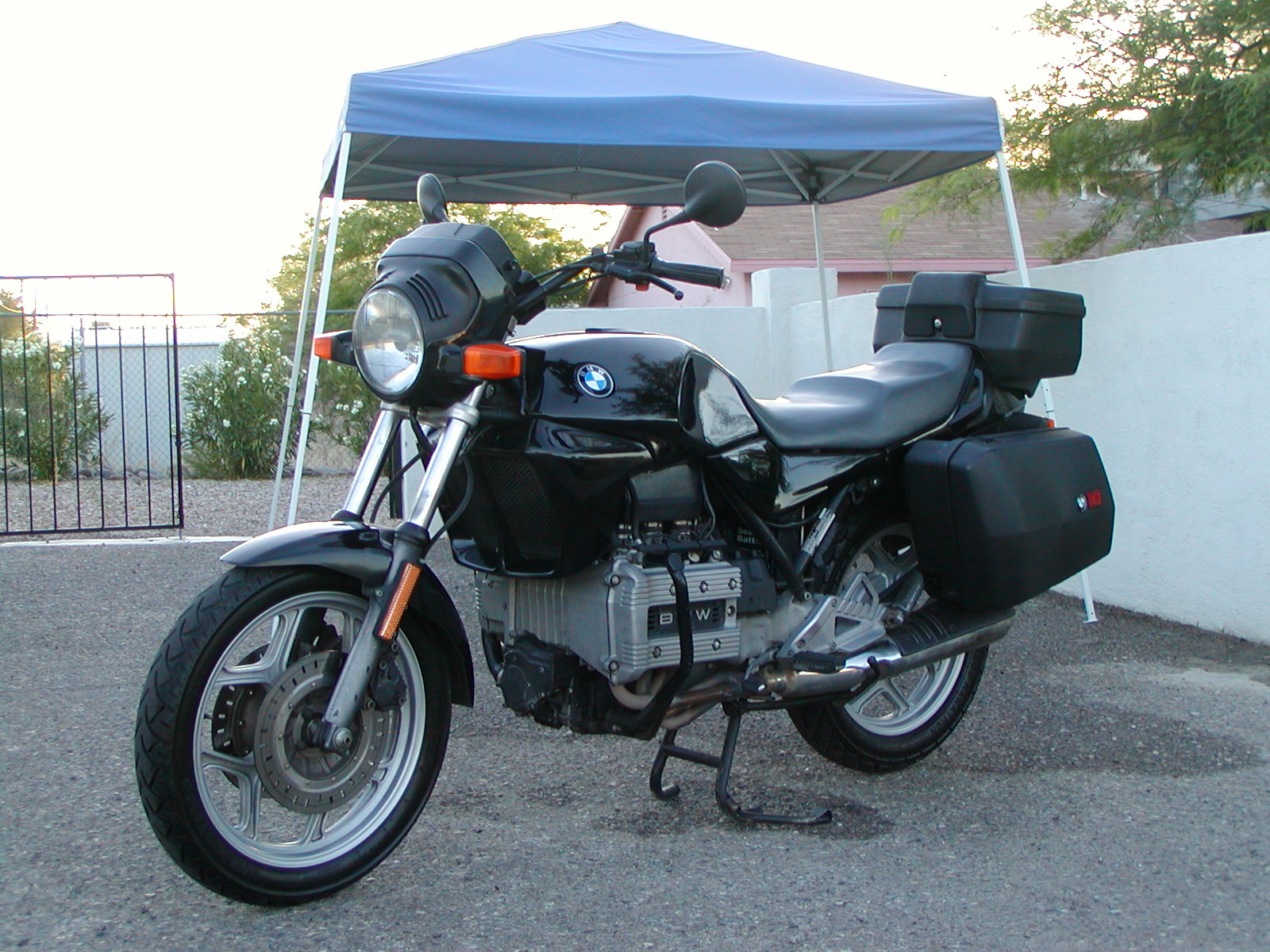
K75T

## モンブラントンネル火災事故
1999年3月24日、フランスとイタリアの国境に位置するモンブラン自動車トンネルにおいて、イタリアに向っていた食料運搬トラックの燃料が漏れて出火した。積荷の小麦粉とマーガリンが燃焼し爆発が発生し、事故現場付近ではトラック、乗用車等計30数台に延焼。39名の死者と27名の負傷者を出した。
この事故に巻き込まれ生還できたのは12名で、彼らはイタリア側から派遣された警備員ピエルルーチョ・ティナッツィ(Pierlucio Tinazzi)通称スパディーノ(Spadino)により救助された。彼はトンネルから出ることが困難な要救護者となった事故に居合わせたドライバーたちを、K75の後席に乗せ酸素マスクを装着させてトンネル内を複数回往復を行い、救助を続けた。しかし彼は、彼が救おうとしたであろう13人目の要救護者とともに防火扉の中で亡くなり発見された。
事故後イタリア側によって同国側の入口にモニュメントを建立した他、彼はイタリア政府の市民金賞を受けた。彼を記念してモーターバイクラリー、クールマイユールのスパディーノ記念祭を毎年開催している。